# Lamachella maculata
Lamachella maculata är en tvåvingeart som beskrevs av Smith 1969. Lamachella maculata ingår i släktet Lamachella och familjen puckeldansflugor. Inga underarter finns listade i Catalogue of Life.